# Chiesa di San Pietro in Monforte
La chiesa di San Pietro in Monforte era una piccola chiesa di Milano che si trovava nel Borgo di Monforte, oggi corso Monforte.

## Storia
L'origine della chiesa è precedente il 1298. Era così chiamata probabilmente per la vicinanza di una rocchetta posta in corrispondenza del sito in cui in seguito sarebbe sorto il campanile della chiesa dei Santi Cosimo e Damiano in Monforte.
Fu inizialmente una Casa degli Umiliati (domus de Monteforti). Dopo il 1471 divenne una commenda degli Scolari trasferitisi dalla chiesa di San Primo e restò tale almeno fino al 1570. In quel periodo vi dimoravano quattro frati.
In seguito alla soppressione degli Umiliati nel 1571, nel 1616 la chiesa fu concessa ai padri Somaschi che possedevano un collegio lì accanto. Nel 1773 gli fu affidato il complesso di San Girolamo in Porta Vercellina.
La chiesa fu soppressa nel 1778.

## Architettura
La chiesa possedeva una sola navata e aspetto semplice. Nel 1735 i Somaschi aprirono una cappella nel loro collegio con l'intenzione di ampliare la chiesa. 
Il collegio fu edificato poco prima del 1683; il Latuada afferma che fosse in grado di ospitare molti chierici, provvisto di diversi porticati, un'ampia biblioteca e un vasto giardino. Sull'edificio sorse a partire dal 1782 Palazzo Diotti, oggi sede della Prefettura di Milano.